# Georges Keuwet
Georges Keuwet (Thuillies, 2 juni 1899 - La Louvière, 27 juni 1947) was een Belgisch syndicalist en politicus voor de POB en diens opvolger de PSB.

## Levensloop
Keuwet groeide op in een arbeidersgezin en werd reeds op jonge leeftijd actief in de CMB Hij was werkzaam in de 'Boulonneries et Etirage' te La Louvière als werktuigmaker, alwaar hij werd aangesteld als hoofddelegee. Daarnaast volgde hij lessen aan de Arbeidershogeschool te Ukkel.
In 1930 werd hij aangesteld als nationaal secretaris van de CMB, ook werd hij omstreeks deze periode verkozen als gemeenteraadslid te La Louvière. In deze stad werd hij in 1933 aangesteld tot schepen van openbare werken en regieën. In 1938 verkreeg hij de titel ridder in de Kroonorde voor zijn verdienste in de paritaire comités.
Tijdens de Tweede Wereldoorlog verbleef hij in Engeland, van waaruit hij radio-uitzendingen verstuurde via de BBC. Na de bevrijding nam hij zijn functie bij de CMB opnieuw op, die voortaan aangeduid werd als secretaris-generaal, tot aan zijn plotse overlijden.
In La Louvière is er een straat naar hem vernoemd.